# If You Only Knew
Singles de Shinedown
Sound of Madness
(2009) The Crow and the Butterfly
(2010)
If You Only Knew est le onzième single du groupe Shinedown, sorti en 2009.

## Liste des chansons
| No | Titre            | Durée |
| -- | ---------------- | ----- |
| 1. | If You Only Knew | 3:46  |

## Performance dans les charts
| Charts                                       | Meilleur position |
| -------------------------------------------- | ----------------- |
| Canadian Hot 100                             | 64                |
| U.S. Billboard Hot 100                       | 42                |
| U.S. Billboard Hot Adult Contemporary Tracks | 46                |
| U.S. Billboard Hot Adult Top 40 Tracks       | 12                |
| U.S. Billboard Top 40 Mainstream             | 21                |
| U.S. Billboard Hot Mainstream Rock Tracks    | 2                 |
| U.S. Billboard Active Rock                   | 2                 |
| U.S. Billboard Alternative Songs             | 7                 |
| U.S. Billboard Rock Songs                    | 4                 |